# Рокоссовський Костянтин Костянтинович
Рокоссо́вський Костянти́н Костянти́нович (Рокосо́вський Костянтій Ксаве́рійович, пол. Konstanty Rokossowski, рос. Константи́н Константи́нович Рокоссо́вский) (3 (15) вересня 1889/9 (21) грудня 1896, містечко Телехани Пінського повіту Мінської губернії, Російська імперія — 3 серпня 1968, місто Москва, РРФСР, СРСР) — радянський і польський полководець та державний діяч, Маршал Радянського Союзу (1944), Маршал Польщі, єдиний в історії СРСР маршал двох країн, двічі Герой Радянського Союзу (1944, 1945), кавалер ордену «Перемога». Один з найвидатніших полководців Другої світової війни. Депутат Верховної Ради СРСР 2, 5—7-го скликань. Кандидат у члени ЦК КПРС у 1961—1968 роках.

## Походження
Народився 3 (15) вересня 1889/9 (21) грудня 1896 року в містечку Телехани Пінського повіту Мінської губернії. Його батько був римо-католик Ксаверій Вікентійович Рокоссовський, інспектор Варшавської залізниці, матір'ю — православна Антоніна Овсянникова, вчителька з Телехан на Поліссі. У зв'язку з цим поза сумнівом, справжнє ім'я та по-батькові Рокоссовського — Костянтій Ксаве́рійович. Незабаром після народження Костянтина сім'я переїхала до Варшави. У 1905 році помер батько, і родина залишилася без засобів на існування. Після закінчення чотирикласного училища Костянтин пішов працювати на панчішну фабрику. У 1911 році померла і мати. 14-річний Костянтин з молодшою сестрою залишилися одні.

## Перша світова війнатаГромадянська війна в Росії

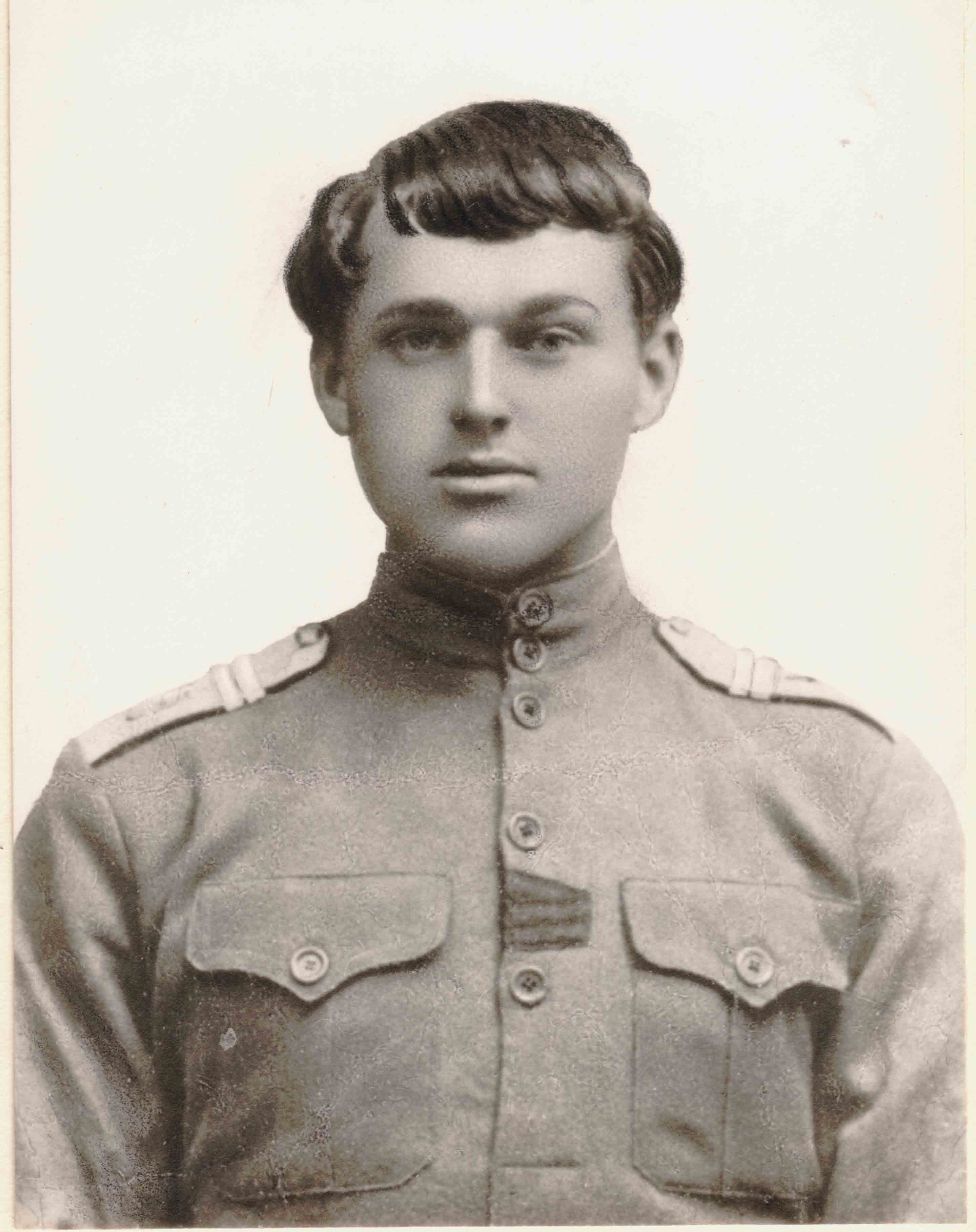
Драгун К. Рокоссовський, 1916 рік

З початком Першої Світової війни, 18-річний Костянтин добровольцем вступив в Каргопольський драгунський полк. Полковий писар, записуючи дані, вирішив не мудрувати і записав його «Костянтиновичем». Вже через декілька днів служби за солдатську кмітливість і мужність йому перед строєм вручили Георгіївський хрест 4-го ступеня. За три роки служби Рокоссовський дослужився до унтер-офіцера, був удостоєний трьох Георгіївських хрестів. З жовтня 1917 в Червоній гвардії, потім Червоній армії. У 1919 році вступив в РКП(б).
У громадянську війну командир ескадрону, окремого дивізіону, окремого кавалерійського полку. За успішне командування кавалерійськими підрозділами та частинами в боях проти Колчака нагороджений орденами Червоного Прапора в 1920 та 1922 роках.
Молодого командира відрізняли мужність, відвага, чесність і скромність. В цей же час, не зважаючи на відмінні характеристики, його просування по службі проходило туго через його польське походження.

## Міжвоєнний період

### Служба
У 1923 році він одружується на Юлії Петрівні Барміной (росіянка). У 1925 народилася дочка Аріадна. З 1926 по 1928 рік служив в Монголії інструктором у монгольській армії. Після закінчення громадянської війни служив в далеких і глухих куточках Забайкалля. У 1931—1936 служить на Далекому Сході у складі частин спеціального призначення, охороняючи КВЖД — стратегічну залізницю до її продажу в 1935 Японії.
У 1936 К. К. Рокоссовський командує кавалерійським корпусом.

### Репресії
Не уникнув Рокоссовський і репресій: в 1937 звинувачений у зв'язках з польською і японською розвідками та репресований.
Три роки (з 17 серпня 1937 до 23 березня 1940) провів в знаменитій ленінградській в'язниці «Хрести», де отримав можливість в повній мірі проявити свій бойовий дух: двічі його виводили на розстріл, але обидва рази давали холостий залп.
«Зшити» справу не вдалося: безглуздішу кандидатуру на роль японського шпигуна придумати складно, а звинувачення в шпигунстві на користь Польщі будувалися на свідченнях поляка Адольфа Юшкевіча, соратника Рокоссовського в громадянську війну. Але тут чекісти помилилися: Рокоссовський-то добре знав, що Юшкевіч загинув під Перекопом. Майбутній маршал заявив, що «все підпише», якщо Адольфа приведуть на очну ставку. Стали шукати Юшкевіча і виявили, що той давно помер.
«Знайомство» з методами роботи органів НКВС коштувало Рокоссовському дев'яти втрачених зубів та трьох зламаних ребер. До кінця життя Рокоссовський носив з собою пістолет — щоб при повторній спробі такої ревної уваги з боку «борців невидимого фронту» не дістатися їм живим.
Звільнений був в березні 1940 за сприянням свого колишнього командира С. К. Тимошенка.
К. К. Рокоссовського відновлюють у Червоній Армії. У тому ж році з введенням генеральських звань в РСЧА йому присвоюють військове звання генерал-майор. З кавалерії він переходить в механізовані війська.

## Друга світова війна в СРСР

### Початковий період

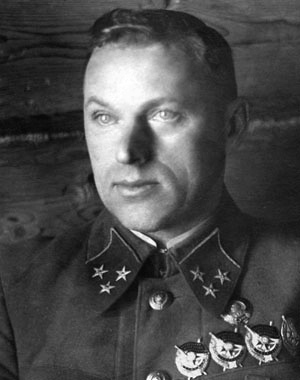
К. К. Рокоссовський, 1941 рік

Після нападу Німеччини на СРСР командував 9-м механізованим корпусом Київського військового округу. Не зважаючи на некомплект танків і транспорту, війська 9-го механізованого корпусу протягом червня-липня 1941 року активною обороною вимотували противника, відступаючи тільки за наказом. У важкі дні серпня 1941 року Рокоссовський був призначений командувачем оперативною групою, яка повинна була діяти на стику 20-ї та 16-ї армій Західного фронту. Йому виділили групу офіцерів, радіостанцію і два автомобілі. Це і була його оперативна група. Решту він повинен був збирати сам: зупиняти і підпорядковувати собі підрозділи і частини, які зустріне по дорозі від Москви до Ярцево. Пізніше група Рокоссовського злилася з 16-ю армією, що зазнала важких втрат, а Рокоссовський був призначений командувачем цієй армії.
16-та армія повинна була прикривати Волоколамський напрямок на Москву. Там склалася особливо трагічна ситуація: радянських військ не було, дорога на столицю була відкрита, а велика частина військ 16-й армії була або підпорядкована іншим об'єднанням або знаходилася в оточенні. Генерал Рокоссовський перехоплював війська на марші і, як міг, закривав підступи до Москви. У його розпорядження поступив звідний курсантський полк, створений на базі військового училища імені Верховної Ради РРФСР, 316 стрілецька дивізія генерала І. В. Панфілова, 3-й кавалерійський корпус генерала Л. М. Доватора. Незабаром під Москвою була відновлена суцільна лінія оборони, і зав'язалися запеклі бої. Під Москвою Рокоссовський здобув полководницький авторитет.
За битву під Москвою, Рокоссовський був нагороджений орденом Леніна. Цікаво, що інші командувачі фронтами (Жуков та Конєв) залишилися без нагород.

### Сталінградська битва
8 березня 1942 року Рокоссовський був поранений уламком снаряду. Поранення виявилося важким — були зачеплені легеня і печінка. Він був доставлений у московський госпіталь для вищого комскладу, де проходив лікування до 23 травня.
26 травня прибув у Сухінічі і знов прийняв командування 16-ю армією. 30 вересня генерал-лейтенант Рокоссовський був призначений командувачем Донським фронтом. При його участі був розроблений план операції «Уран» по знищенню і оточенню ворожого угрупування, що наступало на Сталінград. Силами декількох фронтів 19 листопада почалося проведення операції, 23 листопада кільце навколо 6-ї армії генерала Фрідріха Паулюса було замкнуте. Керівництво по розгрому ворожого угрупування Ставка доручила Рокоссовському, що було проявом великої пошани до нього. 31 січня 1943 Рокоссовський полонив генерал-фельдмаршала Ф. фон Паулюса, 24 генерали, 2500 німецьких офіцерів, 90 тис. солдатів.
Ставлення радянських солдатів, незважаючи ні на що, до полонених німців було гуманним, про що свідчить сам К. К. Рокоссовський:
|  | Отношение к военнопленным со стороны бойцов и командиров Красной Армии было поистине гуманным, я бы сказал больше — благородным. И это невзирая на то, что нам всем было известно, как бесчеловечно относились фашисты к нашим людям, оказавшимся в плену. |

28 січня 1943 року він був нагороджений щойно затвердженим орденом Суворова. З цієї миті Й. В. Сталін став називати Костянтина Костянтиновича Рокоссовського на ім'я та по батькові, такій честі удостоювався лише Маршал Радянського Союзу Б. М. Шапошніков.

### Курська битва
У лютому 1943 року Рокоссовський був призначений Командувачем Центрального фронту, якому призначалася вирішальна роль в літній кампанії. З донесень розвідки було зрозуміло, що влітку німці планують великий наступ в районі Курська. Командувачі деяких фронтів пропонували розвивати успіхи Сталінграда і влітку провести широкомасштабний наступ. Рокоссовський був іншої думки. Він вважав, що для успішного наступу потрібна подвійна, потрійна перевага сил, чого в радянських військ на цьому напрямі не було. Щоб зупинити німецький наступ під Курськом, необхідно спочатку перейти до оборони. Необхідно буквально укрити в землі особовий склад, бойову техніку.
Рокоссовський проявив себе блискучим стратегом і аналітиком — на підставі даних розвідки він зумів в точності визначити ділянку, на якій німці завдали головного удару, створити на цій ділянці глибокоешелоновану оборону і зосередити там біля половини своєї піхоти, 60 % артилерії і 70 % танків. Справді новаторським рішенням була також артилерійська контрпідготовка, проведена за 3 години до початку німецького наступу. Оборона Рокоссовського виявилася настільки міцною і стабільною, що він зміг передати значну частину своїх резервів генералу Миколі Ватутіну, коли в того на південному фланзі Курської дуги виникла загроза прориву. Після Курської битви Рокоссовський став генерал-полковником, а ще через три місяці — генералом армії.
Його слава вже гриміла по всіх фронтах, він став широко відомим на Заході, як один з найталановитіших радянських воєначальників. Дуже популярний був генерал Рокоссовський і серед солдатів.
Після Курської битви Рокоссовський успішно провів силами Центрального (з жовтня 1943 року — Білоруського) фронту Чернігівсько-Прип'ятську, Гомельсько-Речицьку, Калинковицько-Мозирську і Рогачевсько-Жлобінську операції.

### Операція «Багратіон»
Полководницький талант Рокоссовського виявився повною мірою влітку 1944 року при проведенні операції під умовною назвою «Багратіон» по звільненню Білорусі. План операції розроблявся Рокоссовським спільно з О. М. Василевським та Г. К. Жуковим. Стратегічною родзинкою цього плану була пропозиція Рокоссовського завдати удару по двох головних напрямках, що забезпечувало обхват флангів противника на оперативній глибині і не давало останньому можливості маневру резервами.
22 червня, саме через три роки після початку Німецько-радянської війни, радянські війська почали операцію «Багратіон», наймогутнішу за всю історію світових воєн. Вже в перший день просто зникли 25 німецьких дивізій. На другий день операції Й. В. Сталін зрозумів, що рішення генерала армії Рокоссовського було геніальним.
У рамках цієї операції Рокоссовський успішно проводить Бобруйську, Мінську і Люблін-Берестейську операції.
Успіх операції помітно перевершив очікування радянського командування. У результаті двомісячного наступу була повністю звільнена Білорусь, відбита частина Балтії, звільнені східні райони Польщі. Практично повністю була розгромлена німецька група армій «Центр». Крім того операція поставила під загрозу групу армій «Північ» у Прибалтиці.
Поширена точка зору, згідно з якою битва в Білорусі є найбільшою поразкою німецьких збройних сил у Другій світовій війні. Операція «Багратіон» вважається тріумфом радянської теорії військового мистецтва завдяки добре скоординованому наступальному руху всіх фронтів і проведеної операції по дезінформації противника про місце генерального наступу.
29 червня генералові армії К. К. Рокоссовському була вручена діамантова зірка Маршала Радянського Союзу, а 30 липня — перша Зірка Героя Радянського Союзу. До 11 липня було захоплено в полон 105 тисяч військовослужбовців противника. Коли на Заході засумнівалися в кількості полонених в ході операції «Багратіон», то Й. В. Сталін наказав провести їх по вулицях Москви.
Далі війська 1-го Білоруського фронту брали участь у звільненні рідної Рокоссовському Польщі.

### Завершальний етап війни
У листопаді 1944 року командувачем 1-м Білоруським фронтом був призначений Г. К. Жуков, і честь взяття Берліна була надана йому. Одного разу Костянтин Костянтинович сказав з цього приводу:
|  | Я самый несчастный Маршал Советского Союза. В России меня считали поляком, а в Польше — русским. Я должен был брать Берлин, я был ближе всех. Но позвонил Сталин и говорит: «Берлин будет брать Жуков». Я спросил: «Товарищ Сталин, за что такая немилость?» Сталин ответил: «Это не немилость, это политика». И повесил трубку. |

Маршала Рокоссовського перевели Командувачем 2-м Білоруським фронтом, він повинен був забезпечувати правий фланг Жукова. Як Командувач 2 Білоруським фронтом К. К. Рокоссовський провів ряд операцій, в яких проявив себе, як майстер маневру. Йому двічі доводилося розгортати свої війська практично на 180 градусів, уміло концентруючи свої нечисленні танкові і механізовані з'єднання. Він успішно керував військами фронту в Східно-Прусській і Східно-Померанській операціях, в результаті яких були розгромлені великі потужні німецькі угруповання в Східній Пруссії та Померанії.
Під час Берлінської наступальної операції війська 2-го Білоруського фронту під командуванням К. К. Рокоссовського своїми діями скували головні сили 3-ї німецької танкової армії, позбавивши її можливості брати участь в битві за Берлін.
1 червня 1945 року за вміле керівництво військами фронту в Східно-Прусській, Східно-Померанській і Берлінській операціях, Маршал Радянського Союзу Рокоссовський Костянтин Костянтинович був удостоєний другої медалі «Золота Зірка».
24 червня за рішенням Сталіна К. К. Рокоссовський командував Парадом Перемоги в Москві (приймав Парад Перемоги Маршал Жуков).
У 1945–1949 роках він — творець і Головнокомандувач Північної групи військ на території Польщі.

## Діяльність в Польщі
У 1949 році польський президент Болеслав Берут звернувся до Сталіна з проханням направити до Польщі для проходження служби на посаді міністра національної оборони поляка Рокоссовського.
У 1949—1956 роках Рокоссовський виконав велику роботу по реорганізації польської армії, підйому її обороноздатності та боєготовності у світлі сучасних вимог. Одночасно був заступником голови Ради Міністрів Польщі і членом Політбюро ЦК Польської об'єднаної робітничої партії. Після смерті Й. В. Сталіна і президента Болеслава Берута польський уряд звільнив його від займаних посад.
30 липня 2020 року невідомі викрали і понівечили пам'ятник Рокоссовському, що стояв на меморіальному цвинтарі в польському місті Легніца.

## Повернення в СРСР
З листопада 1956 по червень 1957 — заступник Міністра оборони СРСР, по жовтень 1957 — Головний інспектор Міністерства оборони СРСР із залишенням на посаді заступника Міністра оборони. З жовтня 1957 по січень 1958 — командувач військами Закавказького військового округу. З січня 1958 по квітень 1962 — заступник Міністра оборони СРСР — головний інспектор Міністерства оборони.
У 1956 році у зв'язку із загостренням ситуації на Близькому Сході виконував обов'язки командувача Закавказького військового округу.
У 1962 році, коли Маршал відмовив М. С. Хрущову написати «почорніше та погустіше» статтю проти Сталіна, наступного дня його зняли з посади заступника Міністра оборони. Люди близькі до Рокоссовського, зокрема беззмінний ад'ютант Рокоссовського генерал-майор Кульчицький, пояснюють згадану вище відмову зовсім не відданістю Рокоссовського Сталіну, а глибоким переконанням полководця в тому, що армія не повинна брати участь у політиці.
З квітня 1962 по серпень 1968 року — генеральний інспектор Групи генеральних інспекторів Міністерства оборони СРСР. Похований біля Кремлівської стіни.

## Громадська діяльність
Член РКП(б) з березня 1919. Член ВЦВК у 1936 році. Кандидат у члени ЦК КПРС з 1961 року. Депутат Верховної Ради СРСР 2, 5—7 скликань.

## Оцінки товаришів по службі
- Маршал бронетанкових військ М. Ю. Катуков:

|  | Я много раз думал, почему все, кто так или иначе знал Рокоссовского, относились к нему с безграничным уважением. И ответ напрашивался только один: оставаясь требовательным, Константин Константинович уважал людей независимо от их звания и положения. И это главное, что привлекало в нём. |

- Маршал Радянського Союзу О. М. Василевський:

|  | Хочу сказать несколько теплых, сердечных слов о общем любимце Красной Армии Константине Константиновиче Рокоссовском. Это один из выдающихся полководцев наших Вооруженных Сил. Командуя рядом фронтов, причём всегда на весьма ответственных направлениях, Константин Константинович своим упорным трудом, большими знаниями, мужеством, храбростью, огромной работоспособностью и неизменной заботой о подчинённых снискал себе исключительное уважение и горячую любовь. Я счастлив, что имел возможность на протяжении Великой Отечественной войны быть свидетелем полководческого таланта Константина Константиновича, его завидного во всех случаях спокойствия, умения найти мудрое решение самого сложного вопроса. |

- Генерал армії П. І. Батов:

|  | Он никогда не навязывал своих предварительных решений, одобрял разумную инициативу и помогал развить её. Рокоссовский умел руководить подчинёнными так, что каждый офицер и генерал с желанием вносил в общее дело свою долю творчества. При всём этом сам К. К. Рокоссовский и мы, командармы, хорошо понимали, что полководцем нашего времени без сильной воли, без своих твёрдых убеждений, без личной оценки событий и людей на фронте, без своего почерка в операциях, без интуиции, то есть без собственного «я», быть нельзя. |

- Головний маршал авіації О. Е. Голованов:

|  | Вряд ли можно назвать другого полководца, который бы так успешно действовал как в оборонительных, так и наступательных операциях прошедшей войны. Благодаря своей широкой военной образованности, огромной личной культуре, умелому общению со своими подчинёнными, к которым он всегда относился с уважением, никогда не подчёркивая своего служебного положения, волевым качествам и выдающимся организаторским способностям он снискал себе непререкаемый авторитет, уважение и любовь всех тех, с кем ему довелось воевать. Обладая даром предвидения, он почти всегда безошибочно разгадывал намерения противника, упреждал их и, как правило, выходил победителем. Сейчас ещё не изучены и не подняты все материалы по Великой Отечественной войне, но можно сказать с уверенностью, что когда это произойдёт, К. К. Рокоссовский, бесспорно, будет во главе наших советских полководцев. |

## Військові звання
- Комдив — присвоєне 26 листопада 1935,
- Генерал-майор — 4 червня 1940,
- Генерал-лейтенант — 11 вересня 1941,
- Генерал-полковник — 15 січня 1943,
- Генерал армії — 28 квітня 1943,
- Маршал Радянського Союзу — 29 червня 1944,
- Маршал Польщі — 2 листопада 1949.

## Нагороди і увічнення пам'яті
Російська імперія
- Георгіївським хрестом 4-го ступеня
- Георгіївською медаллю (3)

СРСР
- Двічі Герой Радянського Союзу
  1. 9 липня 1944 № 5111
  2. 1 червня 1945 № 54
- Орден Леніна
  1. 16 серпня 1936 № __
  2. 2 січня 1942 № ___
  3. 29 липня 1944 № __
  4. 21 лютого 1945 № __
  5. 25 грудня 1946 № __
  6. 20 грудня 1956 № __
  7. 20 грудня 1966 № __
- Орден «Перемога»
  1. 30 березня 1945 № __
- Орден Жовтневої Революції
  1. 22 лютого 1968 № __
- Орден Червоного Прапора
  1. 23 травня 1920 № __
  2. 21 червня 1922 № __
  3. 22 лютого 1930 № __
  4. 22 липня 1941 № __
  5. 3 листопада 1944 № __
  6. 6 листопада 1947 № __
- Орден Суворова I-го ступеня
  1. 28 січня 1943 № __
- Орден Кутузова I-го ступеня
  1. 27 серпня 1943 № 123
- Почесна зброя із золотим зображенням Державного герба СРСР (22 лютого 1968)

Медалі
- - Медаль «За оборону Москви»
  - Медаль «За оборону Сталінграда»
  - Медаль «За оборону Києва»
  - Медаль «За взяття Кенігсберга»
  - Медаль «За визволення Варшави»
  - Медаль «За перемогу над Німеччиною у Великій Вітчизняній війні 1941—1945»
  - Медаль «Двадцять років перемоги у Великій Вітчизняній війні 1941—1945»
  - Медаль «XX років Робітничо-Селянській Червоній Армії»
  - Медаль «30 років Радянській Армії та Флоту»
  - Медаль «40 років Збройних Сил СРСР»
  - Медаль «50 років Збройних Сил СРСР»
  - Медаль «В пам'ять 800-річчя Москви»
- Польща
  - Орден «Будівельників Народної Польщі»
  - Орден «Виртути Милитари» I-го класу з зіркою
  - «Хрест Грюнвальда» I-го класу
- Франція
  - Орден Почесного легіону
  - Воєнний Хрест
- Велика Британія
  - орден Лазні II класу (Лицар-Командор)
- Монголія
  - Орден Сухе-Батора
  - Орден Бойового Червоного Прапора 1-го ступеня (1936)
- США
  - Орден Легіон честі ступеня Головнокомандувача

Почесний громадянин Курська.

## Вшанування пам'яті
У 1970 році у Києві названо проспект Маршала Рокоссовського. 

## Твори
- Рокоссовский К. К. Солдатский долг. — М. : Воениздат, 1997. — 497 с., ил. — (Полководцы Великой Отечественной). (рос.)
- Рокоссовский К. К. На Берлинском и Восточнопрусском направлениях // Военно-исторический журнал. — 1965. — № 2. (рос.)
- Рокоссовский К. К. Севернее Берлина // Военно-исторический журнал. — 1965. — № 5. (рос.)
- Рокоссовский К. К. На Волоколамском направлении. На северных подступах к столице // Военно-исторический журнал. — 1966. — № 11—12. (рос.)
- Рокоссовский К. К. Победа на Волге // Военно-исторический журнал. — 1968. — № 2. (рос.)
- Рокоссовский К. К. На Центральном фронте зимой и летом 1943 года // Военно-исторический журнал. — 1968. — № 6. (рос.)
- Рокоссовский К. К. Письмо главному редактору «Военно-исторического журнала» В. А. Мацуленко // Военно-исторический журнал. — 1992. — № 3. (рос.)

### Відео
- Д/ф «Маршалы Победы: Жуков и Рокоссовский».[недоступне посилання з липня 2019]
- Рокоссовский Константин Константинович